# Juliana Habib
Juliana Habib Lorduy (Montería, 10 de marzo de 2000) es una comunicadora social, modelo y concursante de belleza colombiana de ascendencia libanesa. Representó a Córdoba en Señorita Colombia 2021, donde quedó entre las 10 finalistas.

## Trayectoria en los concursos de belleza

### Señorita Córdoba 2021
Fue designada el 26 de julio de 2021 como la nueva Señorita Córdoba, lo que le dio un cupo para representar a su departamento en Señorita Colombia 2021.  

### Señorita Colombia 2021
En el certamen se destacó como una de las candidatas favoritas para obtener el título de Señorita Colombia 2021, que ostentaba en ese entonces María Fernanda Aristizábal. Su participación le permitió quedar entre las 10 finalistas la noche del 14 de noviembre de 2021 en la ciudad de Cartagena, como es costumbre en la tradición del certamen de belleza, en el que Valentina Espinosa fue la séptima bolivarense en convertirse en Señorita Colombia. 

#### Controversia
Horas después de la elección, su madre Carolina Lorduy, quedó inconforme con el puesto obtenido por su hija, dejó comentarios despectivos sobre el cuerpo de la ganadora Valentina Espinosa, que le expresó su descontento a través de un video horas después de la coronación de la ganadora a través de Instagram, comentando que la ganadora tenía estrías en su cuerpo, calificándolo como un horror y expresando la decadencia del certamen Señorita Colombia .  

### Señorita Encanto 2023
Como finalista, fue elegida por la organización como representante de Colombia en Miss Charm 2023, donde quedó entre las 6 mejores. 